# 卡巴迪
卡巴迪，屬於接觸性運動。球局由兩隊七人進行。讓進攻隊一名隊員（稱為「進攻方」）在一定的時間內，突入防守隊半場內，觸及防守隊員，再不被防守方抓住跑回進攻隊的半場。若進攻方有觸及防守隊員，進攻方得分，若防守方抓住進攻方，防守方得分，被抓者離場。
卡巴迪在印度次大陸及周圍亞洲國家受歡迎。在印度历史中就有卡巴迪的記載，但在20世紀才開始流行，成為競技式的運動。卡巴迪是孟加拉国的國技。也是印度許多邦的指定運動（state game），例如安得拉邦、比哈尔邦、哈里亚纳邦、卡纳塔克邦、喀拉拉邦、马哈拉施特拉邦、奥里萨邦、旁遮普邦、泰米尔纳德邦、特伦甘纳邦和北方邦。
卡巴迪可分為二種：所謂的旁遮普卡巴迪，也稱為圓形卡巴迪，是在戶外圓形場地上進行的卡巴迪。另一種是標準卡巴迪，在室內長方形的場地上進行，也是大型職業聯盟以及國際競賽（例如亞運）中進行的卡巴迪運動。
這種遊戲在印度次大陸的不同地區有眾多不同的名稱，例如：安得拉邦和特倫甘納邦的kabaddi或chedugudu；馬哈拉施特拉邦、卡納塔克邦和喀拉拉邦的卡巴迪；西孟加拉邦和孟加拉國的kabaddi、komonti、ha-du-du；馬爾代夫的bhavatik，旁遮普地區的kauddi或kabaddi；印度西部的hu-tu-tu、印度東部的hu-do-do；南印度的chadakudu；尼泊爾的kapardi ；泰米爾納德邦的kabadi或sadugudu；斯里蘭卡的chakgudu。

## 歷史
Kabaddi是一項以Jallikattu為中心發展的運動。這在居住在古代泰米爾納德邦Mullai區域的Ayar部落常見。
現代卡巴迪綜合了印度次大陸不同名稱以各種形式進行的類卡巴迪遊戲。。後來引入1938年印度全國運動會，1950年成立全印度卡巴迪聯盟（All-India Kabaddi Federation）。它被當作新德里1951年亚洲运动会示范项目，有助於正式化這項傳統，進行國際比賽。
在德里1982年亚洲运动会再次列入後，卡巴迪從1990年開始正式列入亞運會項目。

## 標準樣式
在國際隊版本的卡巴迪，兩隊各7名成員5名替補，男子隊用10乘13（33乘43英尺）的場，女子隊用8乘12（26乘39英尺）的場。比賽20分鐘半場5分鐘半場休息。

## 國際比賽
以下比賽以標準格式進行，對於圓形卡巴迪，請參見旁遮普卡巴迪。
- 卡巴迪世界杯（英语：Kabaddi World Cup (Standard style)）
  - 2019年4月在馬來西亞馬六甲舉行了2019年卡巴迪世界杯。這是卡巴迪歷史規模最大的世界杯，由32支男隊和24支女隊參與競逐。[10]
- 職業卡巴迪聯賽
  - 2014賽季至少有4.35億觀眾觀看，冠軍賽9860萬觀眾觀看。[11][12][13]
  - 職業卡巴迪聯賽使用了額外規則鼓勵得分：當防守方剩下三名以下人員時，得分一倍。此外，一人連續三次進攻必須得分一分，否則出局，對方得分。[14][15][16][17]
- 印度國際超級卡巴迪聯賽
- 超級卡巴迪聯賽（英语：Super Kabaddi League）
- 亞洲卡巴迪錦標賽
- 歐洲卡巴迪錦標賽
  - 首屆歐洲卡巴迪錦標賽於2019年在蘇格蘭舉行，最終決賽由波蘭47比27荷蘭，波蘭隊奪冠。[18]
- 亞洲運動會卡巴迪比賽

## 電影
- Okkadu（英语：Okkadu）（泰盧固語；2003年）：卡巴迪選手試圖向其父母證明他可以在卡巴迪取得成功。這部電影隨後被翻拍四種印度語言。
- Ghilli（英语：Ghilli）（泰米爾語；2004年）：卡巴迪選手試圖向父母證明他可以在卡巴迪取得成功。票房熱門。
- Ajay（英语：Ajay (2006 film)）（卡納達語；2006 年）：卡巴迪選手試圖向他的父母證明他可以在卡巴迪取得成功。
- 年度最佳學生2（英语：Student of the Year 2）（印地語；2019年）：玩卡巴迪的學生試圖成為年度最佳學生。
- Panga（英语：Panga (film)）（印地語；2020年）：前卡巴迪世界冠軍在做了7年母親後嘗試復出。

## 動漫
- 灼熱卡巴迪

## 外部連結
- World Kabaddi （页面存档备份，存于）
- International Kabaddi Federation official website
- Asian Amateur Kabaddi Federation official website
- Amateur Kabaddi Federation of India (AKFI) official website
- "A Game Called Kabbadi" （页面存档备份，存于）, slideshow by The New York Times